# Chaignes
Chaignes ist eine französische Gemeinde mit 267 Einwohnern (Stand 1. Januar 2022) im Département Eure in der Region Normandie (vor 2016 Haute-Normandie). Sie gehört zum Arrondissement Les Andelys (bis 2017 Évreux) und zum Kanton Pacy-sur-Eure. Die Einwohner werden Chaignais genannt.

## Geografie
Chaignes liegt etwa 25 Kilometer östlich von Évreux. Umgeben wird Chaignes von den Nachbargemeinden Douains im Norden, Blaru im Nordosten, Chaufour-lès-Bonnières im Osten, Villegats im Süden und Südosten, Hécourt im Südwesten, Aigleville im Westen sowie Pacy-sur-Eure im Westen und Nordwesten.

## Bevölkerungsentwicklung
| 1962                      | 1968 | 1975 | 1982 | 1990 | 1999 | 2006 | 2013 |
| ------------------------- | ---- | ---- | ---- | ---- | ---- | ---- | ---- |
| 154                       | 180  | 153  | 179  | 233  | 252  | 301  | 268  |
| Quelle: Cassini und INSEE |      |      |      |      |      |      |      |

## Sehenswürdigkeiten
- Kirche Saint-Julien